# تخم مار (فیلم)
تخم مار (به انگلیسی: The Serpent's Egg) نام یک فیلم درام محصول آمریکا و آلمان غربی در سال ۱۹۷۷ به کارگردانی اینگمار برگمان است.

## داستان فیلم
برلین، سال ۱۹۲۳و در فضای متشنج سیاسی و رکود اقتصادی، «ایبل رُزنبرگ» (کارادین)، یهودی آمریکایی بی‌خانمان، به پانسیونش بازمی‌گردد و می‌شنود که برادرش، «ماکس» خودکشی کرده‌است. «ایبل» برای دیدن «مانوئلا» (اولمان)، همسر «ماکس»، به کاباره‌ای می‌رود که او در آن کار می‌کند. اشراف‌زاده‌ای به‌نام «هانس ورگروس» (بنت) سر راهش سبز می‌شود و ادعا می‌کند که در دوران کودکی یکدیگر را می‌شناخته‌اند، و بعدتر «ایبلِ» لایعقل از آپارتمان «مانوئلا» سر درمی‌آورد. «مانوئلا» او را آرام می‌کند و می‌گوید که باید به سیرک بازگردند، ولی در مورد شغل روزانه فعلی‌اش طفره می‌رود. در پاسگاه پلیس، «بازرس بوئر» (فروبه) عکس‌هائی را از قربانیان تازه قتل‌هائی مشکوک به «ایبل» نشان می‌دهد، ولی «ایبل» از کوره در می‌رود و ادعا می‌کند که پلیس به‌دلیل یهودی بودنش او را تعقیب می‌کند. «ایبل»، «مانوئلا» را تعقیب می‌کند و می‌بیند که از حس گناهش دربارهٔ مرگ «ماکس» به کشیشی اعتراف می‌کند و بعد، برای دیدن «مانوئلا» به آپارتمانی می‌رود که ظاهراً «ورگروس» به آنان هدیه کرده‌است. «ایبل» ابتدا نمی‌خواهد قبول کند، ولی بعد به او در درمانگاهی مرموز کاری می‌دهند. یک شب که لایعقل به خانه بازمی‌گردد، با جسد «مانوئلا» روبه‌رو می‌شود و در می‌یابد که پشت تمام آینه‌های آپارتمان دوربین کار گذاشته‌اند. «ایبل» به آزمایشگاهی زیرزمینی نفوذ می‌کند و با «ورگروس» رودررو می‌شود که برایش از آزمایش‌های رفتاری بی‌رحمانه‌ای می‌گوید که برای دست‌یابی به جامعه‌ای استبدادی و تک‌حزبی با پایه و اساس علمی در این آپارتمان انجام می‌گرفته‌است (و «ماکس» هم برای پول در آن‌ها شرکت می‌کرده‌است). با رسیدن پلیس، «ورگروس» خودکشی می‌کند. «بوئر» به «ایبل» می‌گوید که کودتای «هیتلر» و پیراهن قهوه‌ای‌ها در مونیخ نافرجام مانده و دیگر خطری یهودیان را تهدید نمی‌کند. «ایبل» از دست پلیس می‌گریزد و دیگر هرگز نشانی از او به دست نمی‌آید.

## دربارهٔ فیلم
تخم مار در دوره‌ای ساخته شد که فیلم‌های دهه هفتادی برگمان در فضای زندگی معاصر، منتقدانی را علیه او برانگیخته بود. آنان ادعا می‌کردند که سینمای اعتراف‌گونه و روان درمانی برگمان یارای رویاروئی با دغدغه‌های امروزی و خارج از حیطه آشنای کارگردان را ندارد (مراد از این «حیطه»، همان قلمروی روابط شخصیت‌ها با درون خویش و خدای خویش بود). تخم مار گریزی از زمان حال پیش پا افتاده فیلم‌هائی مثل صحنه‌هائی از یک ازدواج (۱۹۷۳) و چهره به چهره (۱۹۷۶) بود؛ تریلری سیاسی که در مقطعی تاریخی از قرن حاضر می‌گذشت - آلمان در آستانه قدرت‌گیری هیتلر در ۱۹۲۳، محیطی که می‌توانست تخیلات پارانویائی هنرمندانی خیال‌پرور را تأیید کند (مثلاً فریتس لانگ که حضورش در فضای فیلم حس می‌شود). با این حال برگمان قصد مأوا گزیدن در حریمی شخصی را ندارد و فیلمش به نیروهائی بیرونی می‌پردازد که واقعیتی مشخص را تهدید می‌کند. اما مشکل اینجاست که برگمان زیبائی‌شناسی کهنه‌ای را برگزیده است: واقعیت تاریخی مورد نظر او در فاصله‌ای امن نظاره می‌شود و کارگردان مشغول بررسی متافیزیکی آمیخته با خونسردی آن به نظر می‌رسد (مثل مهر هفتم، ۱۹۵۷).
این احساس که برگمان دارد به بازدیدی مجدد از گلخانه‌های آشنای خود می‌رود، این بار به نفع او عمل نمی‌کند (مثلاً یک گروه سیرک بی‌رونق در مقام مظاهر هنرمند که هراس بیرونی، نخستین تأثیرهایش را روی آنان می‌گذارد، یا عذاب روحی یکی از شخصیت‌ها از اینکه خدا به او گوش نمی‌سپارد). تنها جنبه برجسته فیلم، طنین نیرومند سبک پردازی و فانتزی است: از زرق و برق جلف و «روکوکو» ی یک خیابان برلین تا زبان عامیانه روایت هنگامی که از اوضاع وخیم اقتصادی می‌گوید و تا آمیزه برگمان از قالب‌های تریلرهای رده ب و فیلم‌های ترسناک اسطوره‌ای در پرداخت این قصه. شکست فیلم ضمناً تأثیر به‌سزائی در مأیوس شدن برگمان از فیلم‌سازی در خارج از وطن خود داشت.